# Зимородковые
Зиморо́дковые (лат. Alcedinidae) — семейство птиц из отряда ракшеобразных (Coraciiformes), содержащее 118 видов малой и средней величины. Наибольшее разнообразие видов зимородковых наблюдается в тропических и субтропических регионах Земли, однако некоторые виды встречаются вплоть до холодных широт Северной и Южной Америки.

## Внешний вид
Зимородковые являются преимущественно небольшими, зачастую довольно пёстрыми птицами. К их основным особенностям относятся клюв и лапки. Клюв как правило сильный и большой. Его форма варьирует и зависит от основной добычи того или иного вида. У зимородков, питающихся рыбой, он прямой и острый. У кукабар он более широкий и не столь длинный, приспособленный скорее к раздавливанию добычи, главным образом мелких млекопитающих и земноводных. У видов, специализированных на червях и прочих животных, обитающих в земле, клюв имеет крючкообразный кончик, чтобы им перерывать землю. Лапки у всех видов зимородковых очень короткие, а передние пальцы на большинстве своей длины сросшиеся. Величина зимородковых сильно колеблется. Самый маленький вид африканский карликовый лесной зимородок (Ispidina lecontei) насчитывает всего 10 см и 10 г, а гигантский пегий зимородок (Megaceryle maxima) и смеющаяся кукабара (Dacelo novaeguineae) достигают 47 см и массы более 400 г.

## Распространение
Большинство видов живут в тропиках Африки, Азии и Австралии. В Европе встречается только один вид — обыкновенный зимородок (Alcedo atthis), на территории России — 5 видов. Зимородковые живут как в лесной местности, так и у воды. Последние охотятся на мелкую рыбёшку, ныряя пикетом под воду. К их пище относятся также лягушки и насекомые. Лесные зимородки поедают земноводных.
Австралийские зимородки представлены родом райских зимородков, включающим 9 видов и относящимся к подсемейству Halcyoninae.

## Систематика
Традиционно зимородковых относят к отряду ракшеобразных (Coraciiformes), однако результаты некоторых новейших исследований говорят о том, что их, вероятно, с тремя другими семействами следует выделить в отдельный отряд (или по крайней мере, подотряд) зимородкообразных (Alcediniformes)
Семейство делится на 3 подсемейства, которые включают 18 родов со 118 видами:
- подсемейство Halcyoninae
  - Actenoides — 6 видов
  - Melidora — Зимородки-мелидоры — 1 вид
  - Lacedo — Полосатые зимородки — 1 вид
  - Tanysiptera — Райские зимородки, или ракетохвостые зимородки — 9 видов
  - Cittura — Синеухие зимородки — 2 вида
  - Dacelo — Кукабары, или гигантские зимородки — 5 видов
  - Caridonax — Атласные альционы — 1 вид
  - Pelargopsis — Аистоклювые зимородки, или гуриалы, или зимородки-гуриалы — 3 вида
  - Halcyon — Зимородки-альционы, или альционы — 12 видов
  - Todiramphus — Тихоокеанские зимородки — 30 видов
  - Syma — 2 вида
- подсемейство Alcedininae
  - Ispidina — Крошечные зимородки — 2 вида
  - Corythornis — 4 вида
  - Alcedo — Зимородки — 8 видов
  - Ceyx — Лесные зимородки, или трёхпалые зимородки[4] — 23 вида
- подсемейство Cerylinae
  - Chloroceryle — Зелёные зимородки — 4 вида
  - Megaceryle — Большие пегие зимородки — 4 вида
  - Ceryle — Пегие зимородки — 1 вид